# Fritz Rösel
Fritz Rösel (* 25. März 1926 in Heidenau bei Dresden; † 9. Juli 2003 in Berlin) war ein deutscher FDGB-Funktionär und Abgeordneter der Volkskammer der DDR.

## Leben
Rösel, Sohn einer Arbeiterfamilie, erlernte nach dem Besuch der Volksschule von 1940 bis 1942 den Beruf des Schuhfacharbeiters, den er bis 1947 ausübte.
1945 trat er der KPD und dem FDGB bei, 1946 wurde er Zwangsvereinigung von SPD und KPD Mitglied der SED. Von 1945 bis 1947 war Jugendbetriebsrat, anschließend von 1947 bis 1948 Jugendsekretär beim Landesvorstand Sachsen der IG Leder. Von 1949 bis 1951 war er Mitarbeiter bzw. Sekretär des Zentralvorstandes der IG Textil-Bekleidung-Leder. Er absolvierte von 1952 bis 1956 ein Studium am Institut für Gesellschaftswissenschaften beim ZK der SED mit Abschluss als Diplom-Gesellschaftswissenschaftler. Von 1956 bis 1959 war er Mitarbeiter im Bundesvorstand des FDGB und Leiter der Abteilung Schulung bzw. Agitation, Presse und Propaganda. Von 1959 bis 1962 wirkte er als stellvertretender Vorsitzender des Zentralvorstandes der IG Textil-Bekleidung-Leder. Rösel wurde 1960 zum Dr. rer. oec. promoviert. Am 16. Dezember 1961 wurde er auf der 12. Tagung des FDGB-Bundesvorstandes als Mitglied in den Bundesvorstand (BuV) des FDGB kooptiert und am 11. Mai 1962 auf der 13. Tagung zum Mitglied des Präsidiums und zum Sekretär des Bundesvorstandes gewählt. Er war dort verantwortlich für Sozialversicherung, Feriendienst, Arbeiterversorgung sowie gewerkschaftliche Betreuung. Am 7. Dezember 1989 erklärte er den Rücktritt von seinen Gewerkschaftsfunktionen.
Ab 1967 war Rösel auch FDGB-Abgeordneter in der Volkskammer und dort Vorsitzender des Ausschusses für Arbeit und Sozialpolitik. Am 11. Januar 1990 legte er sein Volkskammer-Mandat nieder. Von 1973 bis 1981 war Rösel Präsident der Freundschaftsgesellschaft DDR-Belgien.
Nach der friedlichen Revolution war Rösel Mitglied der PDS.

## Auszeichnungen
- Vaterländischer Verdienstorden in Bronze (1965), in Silber (1970) sowie in Gold (1986)
- Verdienstmedaille der DDR
- Orden „Banner der Arbeit“ (1974)
- Ehrentitel „Held der Arbeit“ (1978)

## Publikationen
- Die Bedeutung und Entwicklung der Wirtschaftszweig-Lohngruppenkataloge im Rahmen des sozialistischen Lohnsystems in der Deutschen Demokratischen Republik. IfG beim ZK der SED, Berlin 1960 (Dissertation).
- Wie arbeiten wir mit dem WLK?  Verlag Tribüne, Berlin 1962.
- Was gehen mich die Preise an? Zur zweiten Etappe der Industriereform. Verlag Tribüne, Berlin 1965 (zusammen mit Lothar Langbein).
- Die neue Qualität der Sozialpolitik nach dem 7. Parteitag und dem 7. FDGB-Kongreß. Hochschule der deutschen Gewerkschaften „Fritz Heckert“, Bernau 1968.
- Zu einigen Fragen der weiteren Durchsetzung der Sozialpolitik der Gewerkschaften. Bundesvorstand des FDGB (Abteilung Agitation und Propaganda), Berlin 1973.